# آروی میرابیلیس
آروی میرابیلیس (به انگلیسی: RV Mirabilis) یک کشتی است که طول آن ۶۲٫۴ متر (۲۰۵ فوت) می‌باشد.